# État islamique en Afrique de l'Ouest
L'État islamique en Afrique de l'Ouest (EIAO) ou la Province d'Afrique de l'Ouest de l'État islamique (PAOEI) (arabe :  ولاية السودان الغربي, Wilāyat al-Sūdān al-Gharbī), parfois désigné par son acronyme anglais ISWAP (Islamic State's West Africa Province), est un groupe armé salafiste djihadiste et une des « provinces » de l'État islamique.
Le groupe apparaît le 7 mars 2015 avec la déclaration d'allégeance de Boko Haram à l'État islamique, qui est acceptée officiellement cinq jours plus tard. Cependant il se scinde en deux en août 2016, lorsque son commandant, Abubakar Shekau, est écarté par l'État islamique pour « extrémisme » et est remplacé par Abou Mosab al-Barnaoui. Opposé à cette décision, Shekau prend alors la tête d'une faction qui réadopte son ancien nom de « Groupe sunnite pour la prédication et le djihad » — le nom officiel de Boko Haram — tout en maintenant son allégeance à l'État islamique. Les deux factions deviennent cependant rivales et s'affrontent occasionnellement.
Le groupe prend part à l'insurrection djihadiste dans le nord-est du Nigeria, le sud-est du Niger et l'extrême nord du Cameroun.

## Organisation

### Commandement
Le 7 mars 2015, Abubakar Shekau, le chef de Boko Haram, annonce prêter allégeance à Abou Bakr al-Baghdadi, calife de l'État islamique. Le 12 mars, l'EI déclare accepter l'allégeance de Boko Haram.
Mais en juin 2016, le général Thomas Waldhauser (en), chef des forces américaines en Afrique, fait état d'une scission au sein du groupe en affirmant que la moitié des membres de Boko Haram n'obéissent plus à Abubakar Shekau. Ils reprocheraient à ce dernier de ne pas suivre les consignes de l'État islamique, notamment d'être resté sourd aux exigences de l'EI de mettre fin aux attentats-suicides commis par des enfants,.
Le 2 août, l'État islamique présente Abou Mosab al-Barnaoui, comme le Wali et chef de ses forces en Afrique de l'Ouest.
Shekau répond le 3 août dans un communiqué audio dans lequel il refuse sa destitution. S'il reconnaît toujours Abou Bakr al-Baghdadi comme le « calife des musulmans », il critique Abou Mosab al-Barnaoui qu'il qualifie de « déviant » et affirme qu'il a été « trompé » et qu'il ne veut plus « suivre aveuglément » certains émissaires de l'EI : « Par ce message, nous voulons affirmer que nous n'accepterons plus aucun émissaire, sauf ceux vraiment engagés dans la cause d'Allah »,.
Selon Romain Caillet, l'État islamique en Afrique de l'Ouest s'est divisé en deux tendances : « Une tendance qui se rallie derrière Abubakar Shekau, qui est la plus dure et une tendance qui va paradoxalement être un peu moins radicale, un peu moins extrémiste et qui est justement cette tendance qui s’est ralliée à l’Etat islamique. C’est-à-dire que contrairement à tout ce qu’on pouvait dire, finalement les partisans de Shekau sont les partisans de la ligne ultra radicale absolue ».
Abou Mosab al-Barnaoui est secondé par Mamman Nour et parmi les autres chefs qui l'ont rallié figurent principalement Mallam Bako, Abubakar al-Nouké, Abubakar Mainoké et Adam Badri Mohammed Yusuf — le frère d'al-Barnaoui.
Au cours de l'année 2018, des purges internes auraient touché le commandement de l'État islamique en Afrique de l'Ouest selon des médias nigérians,. En août 2018, Mamman Nour, le numéro 2 de l'organisation, aurait été exécuté par d'autres membres de l'État islamique en Afrique de l'Ouest,.
Incarnant la tendance la moins radicale du groupe, il aurait été accusé par les plus extrémistes d'avoir libéré les jeunes filles enlevées à Dapchi sans obtenir de rançon ou bien de l'avoir détournée,. En octobre, le numéro 3, Ali Gaga, aurait été exécuté à son tour, après avoir été suspecté d'avoir voulu se rendre aux autorités nigériannes,.
Abou Mosab al-Barnaoui est destitué à son tour par l'État islamique en mars 2019 et remplacé par Abou Abdullah Ibn Umar Al-Barnaoui,,,.
Abou Moussab Al-Barnaoui n'est pas écartée totalement du commandement durant cette période. En 2021, l'État islamique replace Abou Moussab a la tête de l'ISWAP en tant que chef intérimaire .

### Effectifs
En juin 2016, la CIA estime à 7 000 le nombre des djihadistes de l'État islamique en Afrique de l'Ouest.
En 2018, le Combating Terrorism Center (en) estime que la faction d'Abou Mosab al-Barnaoui compte 3 500 à 5 000 combattants et celle d'Abubakar Shekau environ 1 000 combattants,. Début 2019, pour Vincent Foucher, chercheur au CNRS, indique que d'après des sources sécuritaires, la faction d'al-Barnaoui compterait 2 500 à 5 000 hommes et celle de Shekau environ 2 000. D'autres sources font état d'environ 13 000 hommes pour la faction de Barnaoui en 2019.
Selon des sources militaires françaises du Figaro, au moins une quinzaine d'Irakiens de l'État islamique auraient été envoyés en 2016 au Nigeria pendant six mois pour entraîner les combattants de Boko Haram « aux techniques de combat, au maniement des explosifs, et à la fabrication d'armes artisanales, dont des lance-roquettes »,. Ils auraient été repérés dans la forêt de Sambisa et dans l'État d'Adamawa.
Entre 2015 et 2017, des groupes de combattants de l'État islamique en Afrique de l'Ouest partent en Libye afin de recevoir des formations militaires de la part de la branche libyenne de l'État islamique. Des djihadistes libyens partent également au Nigeria pour servir d'instructeurs.

## Histoire

### Relations entre l'État islamique en Afrique de l'Ouest et Boko Haram

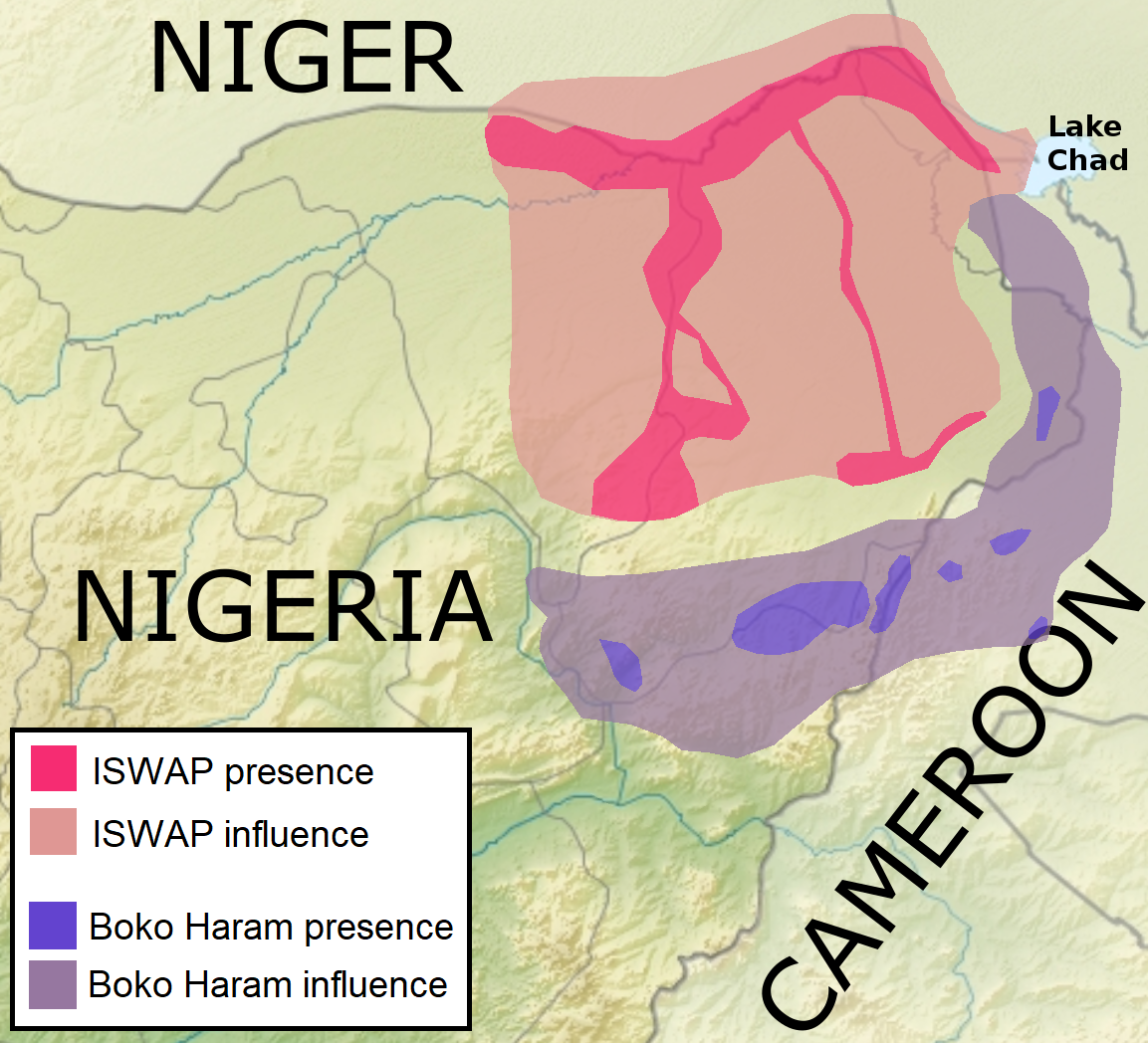
Zones d'influence et de contrôle de l'État islamique en Afrique de l'Ouest et de Boko Haram en 2019.

Après le scission de 2016, la faction de Shekau conserve comme fief la forêt de Sambisa, tandis que la faction de Barnaoui s'implante au nord-est de Maiduguri et dans la région du lac Tchad,,. La plupart des combattants de l'EI en Afrique de l'Ouest prennent le parti d'al-Barnaoui,.
Le 7 août 2016, Abubakar Shekau apparaît avec plusieurs de ses combattants dans une vidéo dans laquelle ils dénoncent le « dogme déviant » d'Abou Mosab al-Barnaoui mais affirment qu'ils ne le combattront pas. Shekau affirme qu'il continue la lutte contre les « mécréants » en menaçant les Nations unies, les États-Unis, la France et l'Allemagne. Il déclare faire « du combat contre le Nigeria et le monde entier une responsabilité personnelle »,,,,,.
Des combats entre l'État islamique et le Groupe sunnite pour la prédication et le djihad sont cependant signalés, notamment en septembre 2016 et en janvier 2020.
En mai 2021, l'État islamique en Afrique de l'Ouest attaque les forces de Boko Haram dans la forêt de Sambisa. Lors des combats qui suivent, Abubakar Shekau se retrouve cerné et se suicide après avoir refusé de se rendre.
En septembre 2021, Boko Haram prend l’île de Kirta Wulgo à l'ISWAP après des combats qui auraient fait une centaine de morts de part et d’autre, peu de temps après, ISWAP reprendra la localité.

### Ralliement de l'État islamique dans le Grand Sahara
En mars 2019, l'État islamique dans le Grand Sahara (EIGS), dirigé par Adnane Abou Walid al-Sahraoui, est intégré à l'État islamique en Afrique de l'Ouest,. À partir de cette date, les attaques de l'État islamique dans le Grand Sahara sont désormais revendiquées sous le label de l'État islamique en Afrique de l'Ouest. Les deux branches demeurent séparées territorialement, mais des djihadistes nigérians auraient été envoyés dans la zone d'action de l'ex-EIGS.
Le 10 janvier 2020, l'État islamique diffuse pour la première fois une vidéo de l'EIAO qui fait l'historique de la branche sahélienne, l'ex-EIGS.
En mars 2022, l'État islamique dans le Grand Sahara obtient grâce à des négociations avec l'État islamique central, l'obtention d'une wilayat à part entière.

## Gouvernance
Contrairement aux agissements du groupe rival, Boko Haram, qui considère les musulmans vivant en dehors de son contrôle comme des apostats méritant la mort, l'ISWAP s'est distingué par son refus catégorique d'attaquer les populations civiles musulmanes.
L'État islamique a aussi pressé sa filiale africaine à créer un régime fiscal solide et rentable prenant compte des besoins des populations, préférant offrir des services pour se financer plutôt que de piller les villages et les marchés à la manière des hommes de Shekau.
L'ISWAP a maintenu une attitude accueillante envers les musulmans et s'est abstenu du type d'abus auxquels Shekau s'est livré, notamment les enlèvements et les mariages forcés de femmes et de fillettes et le recrutement forcé de garçons. L'ISWAP a l'habitude de punir les combattants qui ont commis des abus.
Dans son application de la charia, le groupe a pris l'habitude de couper la main aux voleurs n'étant pas dans le besoin, et de tuer les adultères.
Le groupe règle aussi les différends locaux notamment entre les éleveurs et les agriculteurs grâce à des tribunaux de la charia. Le groupe punit tout type de voleur, notamment ceux d'en ses propres rangs, ce qui valu au groupe selon Crisis Group, d'être accepté par les habitants.
En mai 2021, le chef de l'ISWAP a annoncé la création d'une commission chargée d'examiner les abus des membres de l'ISWAP contre les civils, allant jusqu'à limoger plusieurs dirigeants de l'ISWAP qu'il jugeait indûment durs envers les civils.
Un civil qui a pris contact avec cette commission a déclaré à Crisis Group qu'il avait été indemnisé après avoir été volé par des membres de l'ISWAP.
Le groupe grâce à son régime fiscal favorable a réussi à faire revenir une partie de la population dans son territoire pour se livrer à des activités socio-économiques. Les habitants voulant vivre de la pèche ou de l'élevage le peuvent s'ils s'acquittent des taxes imposées.
Un berger du nord de Borno déclare à Crisis Group : « Les villageois et les indigènes sont de retour (depuis la mort de Shekau), des places s'ouvrent. Ils [ISWAP] ne restreignent pas les zones ».
Un chef peul a déclaré que l'ISWAP tenait également à offrir une protection, invitant les éleveurs à emmener leurs animaux dans les zones contrôlées par l'ISWAP de Sambisa, qu'ils avaient désertées en raison des mauvais traitements infligés par le JAS. Avec la défaite de Shekau, a déclaré l'ISWAP, les éleveurs sont en sécurité tant qu'ils paient la taxe standard d'une tête de bétail sur 30 bêtes chaque an.
Le groupe tente de se concilier les populations civiles, fournit des aides aux agriculteurs, encourage le commerce, fait creuser des puits, donne l’aumône aux indigents, apporte des aides médicales et tolère les campagnes de vaccinations menées par des organisations humanitaires contre la polio.
Toujours selon Crisis Group, l'État islamique est en train de s'enraciner profondément dans les zones rurales du Borno, et cela beaucoup plus dangereusement depuis que le groupe a évincé Shekau. Selon plusieurs sources, entre 800.000 et 3 millions de civils vivraient sous le contrôle total ou partiel de l'ISWAP.

## Financement
L'EIAO taxe les populations locales et gère divers trafics, comme de la contrebande de poissons séchés, revendus sur les marchés dans le nord du Nigeria,. La corruption de l'armée nigériane bénéficie également au groupe : entre mai 2015 et avril 2016 une quinzaine d'officiers supérieurs et généraux sont poursuivis et condamnés pour avoir vendu de l'armement et des informations au groupe djihadiste.
En 2016, l'État islamique transfère à sa branche nigériane des sommes de 500 000 dollars tous les quatre mois. À partir de 2017 ces sommes deviennent moins conséquentes, mais en 2018 l'État islamique en Afrique de l'Ouest est capable de s'autofinancer. Il prélève des taxes et domine la production et la distribution du poisson séché pêché dans le lac Tchad, ainsi que la production de poivre séché et de riz. L'organisation prélève ainsi 2 à 3 millions de dollars par mois dans les territoires sous son contrôle.
L'organisation djihadiste se finance également grâce à l'aumône. L'État islamique a révélé dans son bulletin d'information hebdomadaire que sa filiale ouest-africaine a collecté plus de 51,9 millions de naira au nom de la zakat entre mars et mai 2021.
En décembre 2021, la CEDEAO par le biais du Groupe d'action intergouvernementale contre le blanchiment en Afrique de l'Ouest a affirmé dans un rapport que la branche africaine de l'État islamique blanchirait au moins 18 milliards de naira (environ 36 millions de dollars) chaque année grâce au système financier nigérian.
En novembre 2020, six Nigérians ont été reconnus coupables par les autorités des Émirats arabes unis à des peines allant de 10 ans de prison à la perpétuité. Ils auraient facilité l'acheminement de plus de 782 000 dollars vers des groupes terroristes au Nigeria.
Encore selon la CEDEAO, l'EIAO se maintient grâce à la collecte de taxes et au commerce dans la région du lac Tchad. Le groupe islamiste gagne aussi de l'argent en rançonnant des militaires, des chrétiens et des humanitaires capturés. Le groupe aurait aussi de nombreuses  entreprises de façade pour blanchir ses liquidités,,.

## Communication
Pendant plusieurs années la communication de Boko Haram demeure archaïque, le groupe diffuse des vidéos de qualité médiocre, transmises par clés USB ou par cassettes à l'AFP.
Cependant, vers début 2015, alors que Boko Haram s'apprête à faire allégeance à l'État islamique, la communication de l'organisation djihadiste se modernise. Elle se dote d'un compte Twitter et d'une branche médiatique, Al-Urwa al-Wuthqa ("L'anse la plus solide"). Le 21 février, Boko Haram diffuse notamment une vidéo de propagande bien supérieure techniquement à celles réalisées par le passé, elle s'inspire des films de l'EI, dont elle reprend les codes et les hymnes,,,.
Après l'allégeance de Boko Haram à Abou Bakr al-Baghdadi, l'État islamique prend en main la communication, ce qui « démultiplie la force de frappe médiatique de Boko Haram » selon Romain Caillet. Le 13 mars 2017, l'EIAO publie une vidéo de décapitation au sabre de trois hommes vêtus de combinaison orange ; il s'agit de la première vidéo du genre à reprendre tous les codes de l'État islamique.
Entre juillet 2018 et mai 2019, l'État islamique en Afrique de l'Ouest diffuse quatre vidéos longues et des reportages photos, ce qui en fait alors la branche la plus active de l'EI sur le plan de la propagande avec celles du Yémen et du Sinaï.
Le 24 juin 2021, l'État islamique en Afrique de l'ouest publie une vidéo de 14 minutes montrant les restes du groupe Boko Haram dans la forêt de Sambisa rejoindre ISWAP après la mort du chef de Boko Haram Abu-Bakr Shekau.
Le 1er juillet 2021, l'État islamique publie dans son journal hebdomadaire An-Naba sa version des faits concernant l'assaut de la forêt de Sambisa, fief de Shekau et confirme la mort du chef d'Abubakr Shekau. Le même jour, l'État islamique publie un audio du porte parole de l'EI, Abu Hamza al-Qurayshi, félicitant l'ISWAP de sa victoire contre les "khawarij" de Shekau, et appelant les combattants de l'État islamique à éviter l'injustice, et à multiplier les aumônes.
En janvier 2022, la branche médiatique de l'État islamique publie une vidéo de sa filiale ouest-africaine. Cette vidéo de 27 minutes couvre l'entraînement théologique et militaire d'une vingtaine d'adolescent âgée entre 14 et 17 ans. La vidéo est parfaitement filmée et réalisée, ce qui met en valeur l'expertise de la branche nigériane de l'État islamique en propagande audiovisuelle.

## Exactions
En 2013, Boko Haram lance une vague de massacres et d'attentats contre les habitants des villages où sont constituées des milices d'autodéfense, contre les élèves et les professeurs d'établissements scolaires et contre les chrétiens. Les tueries font des milliers de morts et culminent en 2015.
À partir de 2016, la branche de l'État islamique en Afrique de l'Ouest dirigée par Abou Mosab al-Barnaoui et Mamman Nour rompt avec cette stratégie établie par Abubakar Shekau.
Elle s'oppose aux attaques et aux exactions contre les civils et aux attentats commis par des enfants. Elle tente alors de se concilier les populations civiles, réprime sévèrement le banditisme et le vol de bétail, fournit des aides aux agriculteurs, encourage le commerce, fait creuser des puits, apporte des aides médicales et tolère les campagnes de vaccinations menées par des organisations humanitaires contre la polio.
Mais en août 2018, Mamman Nour, est accusé entre autres d'être trop modéré, il est assassiné par d'autres membres de l'EIAO et les partisans d'une ligne plus dure reprennent le dessus,,.
À l'automne 2018, deux employées de la Croix-Rouge sont exécutées par l'État islamique en Afrique de l'Ouest. Le 26 décembre 2019, le groupe diffuse une vidéo montrant l'exécution par balles de 11 chrétiens.
Les djihadistes d'ISWAP organiserait régulièrement des points de contrôle sur des routes et axe stratégiques dans la province du Borno. Selon de nombreux rapports, les insurgés arrêtent régulièrement des véhicules sur l'axe Maiduguri-Damaturu.
Selon le directeur général du Centre pour la justice sur la religion et l'ethnicité au Nigeria, Kallamu Musa Ali Dikwa :
« Le long de la route Maiduguri-Damaturu. Lorsque l'ISWAP kidnappe des passagers dans un bus, garde les passagers chrétiens captifs et libère les passagers musulmans, ce n'est pas qu'une fois, cela s'est produit. Ils arrêtent simplement la voiture, entrent dans la brousse, libèrent les musulmans et retiennent les chrétiens en captivité. ».
Le 12 janvier 2025, au moins quarante agriculteurs sont tuées par ce groupe dans l'État de Borno dans le nord-est du Nigeria.